# Edward Schillebeeckx

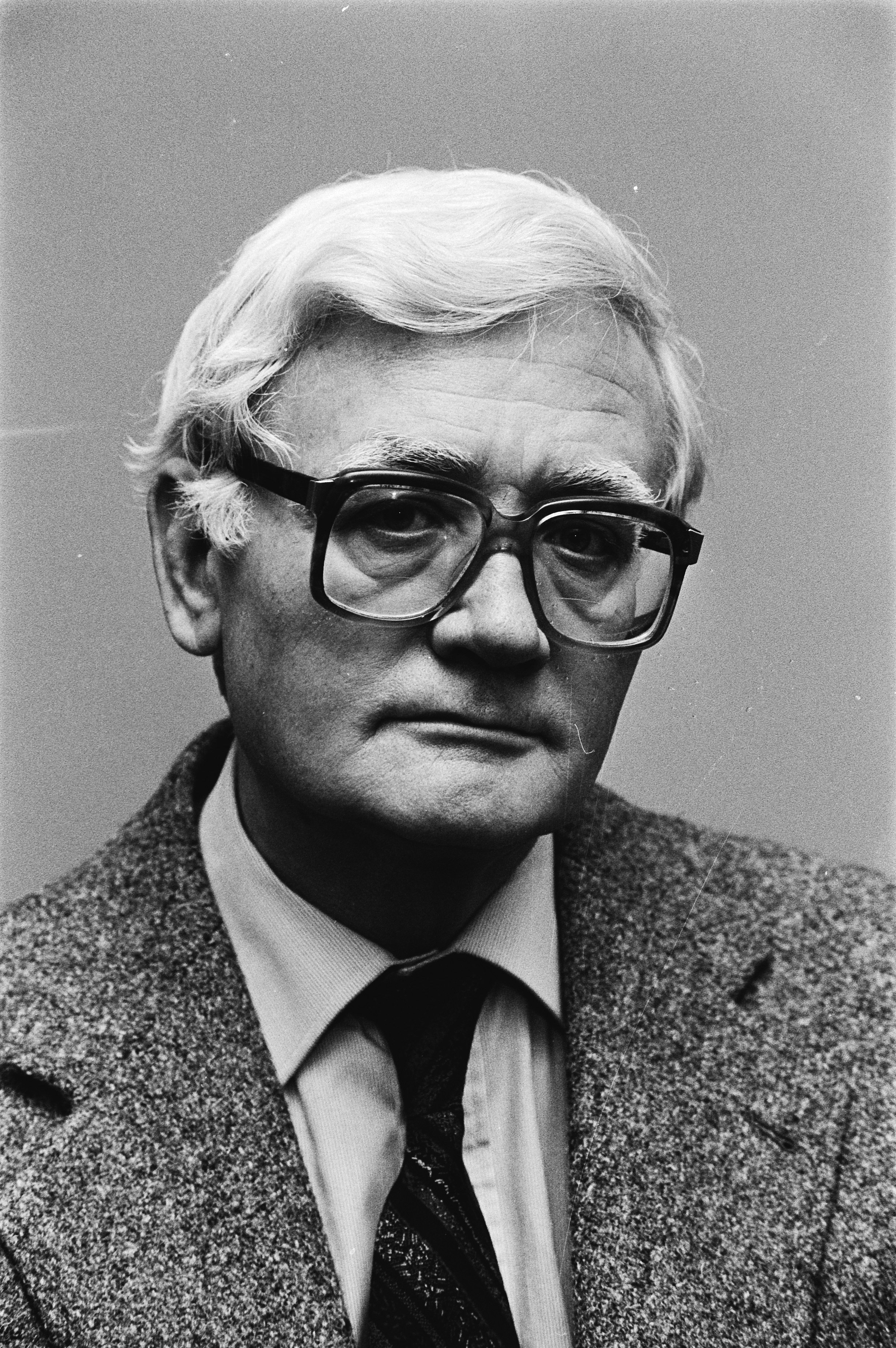
Schillebeeckx (1979)

Edward Cornelis Florentius Alfons Schillebeeckx OP (* 12. November 1914 in Antwerpen; † 23. Dezember 2009 in Nijmegen) war ein belgischer Ordenspriester und römisch-katholischer Theologe.

## Leben
Edward Schillebeeckx wurde in eine kinderreiche Familie geboren (als sechster von 14 Geschwistern) und von seinen tiefgläubigen Eltern im christlichen Glauben erzogen. Als Gymnasiast besuchte er ein Internat der Jesuiten in Turnhout. 1934 trat er der Ordensgemeinschaft der Dominikaner bei, nahm den Ordensnamen Eduardus Henricus an und studierte Philosophie und Theologie an der Katholischen Universität Löwen und im Studienkolleg seines Ordens in Gent. 1941 wurde er zum Priester geweiht.
Von 1943 bis 1945 lehrte Schillebeeckx Dogmatik an der Katholischen Universität Löwen. Nach Kriegsende ging er zu weiterführenden Studien bei seinen Ordensmitbrüdern Yves Congar und Marie-Dominique Chenu an die Ordenshochschule Le Saulchoir in Étiolles bei Paris und studierte zudem an der Sorbonne und an der École pratique des hautes études (EPHE) in Paris. An der EPHE wurde er 1946 mit einer Dissertation über De sacramentele heilseconomie (Die sakramentale Heilsökonomie) promoviert, die später, 1952, im Buchhandel erschien. Anschließend war er Lektor am Studienkolleg der Dominikaner in Löwen und lehrte erneut Dogmatik an der dortigen Katholischen Universität. 1958 wurde Schillebeeckx zum Professor für Dogmatik an der Katholischen Universität Nijmegen berufen. Seine Antrittsvorlesung Op zoek naar de levende God (Auf der Suche nach dem Lebenden Gott) erregte Aufsehen, insofern sie die damals noch großteils neuscholastisch geprägte katholisch-niederländische Theologie für die Nouvelle Théologie öffnete.
Als persönlicher Berater des niederländischen Kardinals Bernard Alfrink wirkte er am II. Vatikanischen Konzil mit. Für Kardinal Alfrink und für andere niederländische Bischöfe verfasste er zahlreiche Entwürfe für deren Stellungnahmen in den Debatten des Konzils. Für mehrere Bischofskonferenzen hielt er bei deren abendlichen Zusammenkünften Vorträge zur theologischen Tradition der jeweiligen beim Konzil diskutierten Themen.
Bereits in den unruhigen Jahren 1968/1969 geriet Schillebeeckx in Konflikt mit der Kongregation für die Glaubenslehre. Die Glaubenskongregation rügte Inhalte des von Schillebeeckx mitgestalteten Holländischen Katechismus. Im Einzelnen kritisiert wurden die Umdeutung der Transsubstantiation in eine Transsignifikation, die vom Dogma abweichende Lehre über die Erbsünde, seine Haltung zur Unbefleckten Empfängnis Marias sowie Aussagen zu Engeln und Dämonen. Schillebeeckx verweigerte die Zustimmung zu der Enzyklika Humanae Vitae Pauls VI. und wandte sich gegen den verpflichtenden Zölibat für Priester. 1979 musste Schillebeeckx sich für seine Schrift Jesus. Die Geschichte von einem Lebenden erneut vor der Kongregation für die Glaubenslehre verantworten. Beide Verfahren wurden schließlich eingestellt. Für Schillebeeckx waren es dennoch bittere Erfahrungen. Gleichwohl blieb er seiner Kirche kritisch und loyal verbunden: „Weil ich diese Kirche liebe, bin ich auch nach Rom gegangen, wenn ich zitiert wurde.“
Schillebeeckx lehrte in Nimwegen bis zu seiner Emeritierung 1983 und fand auch danach als einer der maßgeblichen Theologen seiner Zeit große Aufmerksamkeit. Seine biblisch-christologisch begründete Darlegung des Glaubens in einer eigenständigen Fortführung der Nouvelle Théologie prägte die jüngere Theologie des niederländisch-flämischen Sprachraums. Seine Bücher wurden in viele Sprachen übersetzt. Im Dezember 2009 starb Schillebeeckx im Alter von 95 Jahren in Nijmegen.

## Schriften
- Jesus. Die Geschichte von einem Lebenden. Herder, Freiburg 1980, ISBN 3-451-17233-X
- Christus und die Christen. Die Geschichte einer neuen Lebenspraxis. Herder, Freiburg 1980, ISBN 3-451-17912-1
- Erfahrung aus Glauben. Edward-Schillebeeckx-Lesebuch. Herder, Freiburg 1984, ISBN 3-451-20291-3
- Christliche Identität und kirchliches Amt. Plädoyer für die Menschen in der Kirche. Patmos, Düsseldorf 1985, ISBN 3-491-77637-6
- Weil Politik nicht alles ist. Von Gott reden in einer gefährdeten Welt. Herder, Freiburg 1987, ISBN 3-451-20924-1
- Mystik und Politik: Theologie im Ringen um Geschichte und Gesellschaft. Johann Baptist Metz zu Ehren. Matthias-Grünewald-Verlag, Mainz 1988, ISBN 3-7867-1372-3
- Entstehungs- und Wirkungsgeschichte des Konzilsdokumentes „Über die Kirche in der Welt von heute“. Romerohaus, Luzern 1990 (Mitschrift des „Abendgesprächs“ im Romerohaus am 26. September 1989)
- Menschen. Die Geschichte von Gott. Herder, Freiburg 1990, ISBN 3-451-21868-2
- Ich höre nicht auf an den lebendigen Gott zu glauben: Gespräche mit Francesco Strazzari. Echter, Würzburg 2006, ISBN 978-3-429-02765-0